# 日東電工
日東電工株式会社（にっとうでんこう、英: NITTO DENKO CORPORATION）は、大阪市北区に本社（登記上の本店は茨木市）を置く、粘着テープなどの包装材料・半導体関連材料・光学フィルムなどを製造する株式会社である。三和グループ（旧：三和銀行〈現：三菱UFJ銀行〉系列）の三水会とその後身社長会である水曜会およびみどり会の会員企業である。海外売上比率は7割を超え、全世界で事業展開している。日経平均株価およびJPX日経インデックス400の構成銘柄の一つ。かつては日立グループの一社だった。

## 概要
前身は日東電気工業（にっとうでんきこうぎょう）で、戦後に日立製作所が系列下におさめた。その後、同じく日立グループの中央商事（当時。現・日立リアルエステートパートナーズ）が筆頭株主となるが、2003年に日立系資本から独立した。関連会社にニトムズなどがある。
現在のロゴは、2013年10月から使用している（2004年7月から使用していたものを再変更した）。
かつてはカセット・乾電池事業も展開していたが、1961年にマクセル電気工業（現・マクセル）に譲渡している（同社は1964年に日立製作所の直接の子会社となったのち、現在は「マクセルグループ」として独立）。

## 事業内容
ある特定の素材を扱うのではなく、社会で利用される製品の中間材料を、電子素材、自動車製品、工業製品など幅広く手がける。「グローバルニッチ」を標榜し、トップシェアを目標におく方針を掲げている。液晶テレビ等に使用される液晶用偏光板、液晶用位相差板、また、熱はく離シートや、ぜんそく治療薬などでは、世界最大のシェアである。また、水の浄化・海水淡水化に使用される逆浸透膜なども、世界的に大きな市場シェアを占める。

## 事業所
- 本社：大阪、東京（かつての支店、2019年12月より本社へ昇格）
- 支店：東北（仙台）、名古屋、大阪、九州（福岡）
- 営業所：北陸（金沢）
- 生産・研究拠点：東北（大崎）、関東（深谷）、豊橋、亀山、滋賀（草津）、茨木、尾道

## 沿革
- 1918年: 電気絶縁材料の国産化を目標として日東電気工業株式会社を創業（東京都品川区大崎）。
- 1924年: 電気絶縁用ワニスの販売開始。
- 1941年: 茨木工場（現・茨木事業所）操業。
- 1945年: 大崎本社空襲で全焼。
- 1946年: 本社を大阪府茨木市（現・茨木事業所）に移転。ブラックテープの量産開始。
- 1949年: 大阪・東京支店開設。防食テープ製品化。
- 1951年: ビニルテープの製造開始。
- 1957年: 電気絶縁用注・成型製品の製造開始。
- 1959年: 吹田工場操業。
- 1961年
  - 海外進出、米国ニューヨーク駐在所開設。
  - フッ素樹脂製品の製造開始（ニトフロン）。
  - 表面保護用ビニルシートの製造開始 (SPV)。
  - 乾電池・磁気テープ事業をマクセル電気工業（現・マクセル）に譲渡。
- 1962年
  - 株式を東証、大証二部に上場。豊橋事業所操業。
  - 紙粘着テープの製造開始。
  - テープ応用機器の開発（ニトマチック）。
- 1964年: 電気絶縁用FRP製品、両面接着テープの製造開始。
- 1966年: 半導体封止材料の製造開始。
- 1967年: 株式を東証・大証一部に上場。関東事業所操業。
- 1968年: 医療用粘着シートの製造開始。
- 1969年
  - 日東電工アメリカ設立。亀山事業所操業。
  - 台湾に工場設立、初の海外生産。
- 1973年: フレキシブル回路基板の製造開始（ニトフレックス）。
- 1974年
  - 日東ベルギー（現・日東ヨーロッパ）を設立。
  - シーリング材分野に進出（エプトシーラー）。
- 1975年
  - 株式会社ニトムズを設立。家庭用製品の製造販売を目的とする。
  - 液晶表示用粘着偏光フィルムの製品化。
- 1976年 高分子分離膜の分野に進出（逆浸透膜、限外ろ過膜）。
- 1977年 東北事業所操業。
- 1981年 スポーツテーピング用テープの製造開始（ニトリート）。
- 1982年
  - 九州日東電工（現 日東エレクトロニクス九州）操業。
  - 紙おむつファスニングテープの製造開始（ニトナップ）。
- 1983年 経皮 吸収型テープ製剤の製造開始。
- 1985年 補強制振材の製造開始（ニトハード）。
- 1986年
  - 滋賀事業所操業
  - ドーム用屋根恒久膜材料の製造開始（シィヤフィル）。
- 1987年 米国・ハイドロノーティクス社買収。
- 1988年
  - 創立70周年、社名を日東電工株式会社に変更。
  - 米国・パーマセル社買収。
  - 液晶表示用位相差フィルムの開発。
  - フェロモンテープ製剤の製品化。
- 1989年
  - マレーシアに工場設立。
  - 植物組織培養技術の確立（培養おたね人参）。
  - 米国・グラフィックテクノロジー社買収。
- 1990年 株式会社ジンセック設立。
- 1992年
  - 自動車保護用フィルムの開発。
  - 日東ユーテック株式会社設立。
- 1993年
  - 創立75周年、東京・大阪で新技術・新製品発表会「テクノ・メッセージ」を開催。
  - 耐熱バーコードラベリングシステムの開発（デュラシステム）。
- 1994年: 中国・深圳に加工拠点設立。中国・上海（浦東）に販売・加工拠点設立。
- 1995年: 中国・上海（松江）に工場設立。
- 1996年
  - 尾道事業所操業開始。
  - 日東メディカル株式会社設立。
  - 日東ライフテック株式会社・日東マシナリー株式会社設立。
  - マイルズ賞受賞。
- 1997年
  - 国内全生産拠点（7事業所）で ISO 9000 シリーズ取得。
  - 電気材料事業部と新興化学工業株式会社を一体化し、日東シンコー設立。
  - 日東電工マテリアルタイランド設立。
  - 日東電工マテリアルズインドネシア設立。
- 1998年 豊橋事業所内に、全社的なR&D機能を集中配置した粘着テープ研究所を新設。
- 1999年
  - 日東電工包装システム株式会社設立。
  - 国内全生産拠点（7事業所）で ISO 14000 シリーズ取得。
  - 日東電工ベトナム設立。
  - 韓国日東オプティカル設立。
  - LCD用輝度向上フィルムの開発 (NIPOCS)。
- 2000年
  - 地域統括会社 日東アメリカス設立。
  - 韓国日東電工設立。
  - 三重日東電工設立。
  - 日東電工ひまわり設立（障害者特例子会社）設立。
  - 日東電工マテックス設立。
  - 日東電工テクニカル設立。
- 2001年
  - 日東電工テープマテリアルズベトナム設立。
  - 日東電工フィリピン設立。
  - 日東電工蘇州設立。
  - 日東テクノス設立。
- 2002年
  - 日東エレクトロニクス九州設立。
  - 愛知日東電工設立。
  - ジンセックを日東メディカルに統合。
  - アコスタシール社買収、パーマセルオートモーティブに改名。
- 2003年
  - 米国・エラントランスダーマルテクノロジー社買収、アヴィーバドラッグデリバリーシステムズに改名。
  - 台湾日東光学設立。
- 2004年
  - キノベートライフサイエンス設立。
  - 日東電工包装システムを日東電工CSシステム株式会社に改名。
  - 日東精密回路技術（深圳）設立。
- 2005年: 日東電工天津・上海日東光学設立。
- 2006年: 本社を大阪市に移転。旧大阪本店を茨木事業所と改名。
- 2008年
  - 海水淡水化用逆浸透膜「SWC5」が2007年日経優秀製品・サービス賞 受賞。
  - シンガポールに日東電工アジアテクニカルセンター設立。
- 2009年: 日東電工インド設立。
- 2011年: アビシアバイオテクノロジー社買収。
- 2013年: 創業95周年を機にロゴマークを再変更（「Nitto」のマークとなる）。
- 2014年: 日東 (青島) 研究院設立。
- 2016年: 子会社の株式会社ニトムズが、日東メディカル株式会社及び日東ライフテック株式会社を吸収合併。
- 2017年: 超薄型偏光膜の製法の発明が「内閣総理大臣賞」を受賞。
- 2022年: 「滋賀大学・日東電工デジタルイノベーション研究開発センター」を滋賀大学、日東電工株式会社、株式会社日東分析センターで設立[5]。

## 歴代社長
| 代           | 氏名         | 就任日       | 退任日       | 備考         |
| 日東電気工業 | 日東電気工業 | 日東電気工業 | 日東電気工業 | 日東電気工業 |
| ------------ | ------------ | ------------ | ------------ | ------------ |
|              | 不詳         |              |              |              |
|              | 皆川利男     | 1955年5月    |              |              |
|              | 土方三郎     | 1974年6月    |              |              |
|              | 鎌居五朗     | 1985年6月    |              |              |
| 日東電工     |              |              |              |              |
|              | 鎌居五朗     | 1988年       |              |              |
|              | 山本英樹     | 1996年6月    | 2001年       |              |
|              | 竹本正道     | 2001年       | 2008年       |              |
|              | 柳楽幸雄     | 2008年       | 2014年       |              |
|              | 髙﨑秀雄     | 2014年4月    | 現職         |              |

## 国内グループ会社
- 日東シンコー株式会社
- 日東電工ベースマテリアル株式会社
- 株式会社ニトムズ
- 日昌株式会社
- 日東エルマテリアル株式会社
- 愛知日東電工株式会社
- 埼玉日東電工株式会社
- 日東精機株式会社
- 三重日東電工株式会社
- 日東ビジネスエキスパート株式会社
- 日東ロジコム株式会社
- 株式会社日東分析センター
- 日東電工ひまわり株式会社
- 日東ひまわり亀山株式会社
- 日東ひまわり尾道株式会社

## 提供番組

### 2024年4月現在
- 報道ステーション（テレビ朝日） - 2022年4月5日放送から毎週火曜日に提供。隔週で前半と後半で提供枠交代。
- Nitto ATPファイナルズ（2017年から2020年までタイトルスポンサー、2021年から引き続きタイトルスポンサーを務める）

### 過去
- THE・サンデー（日本テレビ系列）
- すてきな出逢い いい朝8時（毎日放送制作・TBS系列）
- サンデープロジェクト（テレビ朝日・朝日放送共同制作）
- ワールドビジネスサテライト（WBS、テレビ東京系列）2017年4月3日放送から提供クレジット表記、2020年3月31日放送まで。また、2017年1月下旬 - 同年3月31日放送まではヒッチハイクだった。
- 日経スペシャル ガイアの夜明け（テレビ東京） - 2020年4月14日放送分から提供、2022年3月25日放送まで。
- フィリップモリスチャンピオンシップゴルフトーナメント（朝日放送制作・テレビ朝日系列、1997年）
- ダンロップフェニックストーナメント（毎日放送・宮崎放送制作・TBS系列、1997年）
- 大阪国際女子マラソン（関西テレビ制作・フジテレビ系列、2005年 - 2017年・協賛及び大筆頭スポンサー） ほか
  - 2010年から2015年は、当番組限定のCMを中心に放送する。2010年 - 2012年は同社の従業員、役員などが登場する「日東電工社員マラソン」を放送。実際のスタート・ゴール地点である長居陸上競技場（現:ヤンマースタジアム長居）で実施した。2013年はCMキャラクターの仲里依紗に対し、同社の社員が事業内容をプレゼンするCMを放送。2014年以降は同社の社員がロゴマーク変更を機に作られたテーマソングに合わせてダンスを披露する「ダンスチャレンジ」を放送（前述の通り2015年まで）。2015年10月より独自の企業CMとなる。また、「大阪国際女子マラソン」放送を前後して30秒のスポットCMを集中して流していた。

## CM出演者
- 仲里依紗（2006年 - 2015年）

## 労働問題
- 1999年に同社に入社し、その後尾道事業所で主任研究員を務めた43歳の男性が、2014年にオートバイを運転中に交通事故に遭い首を骨折し、下半身麻痺で車椅子生活を送るようになった。その後2016年8月にこの男性は復職を求め、自宅での勤務、もしくは元の尾道事業所への新幹線と福祉タクシーでの通勤を希望したが、同社側は応じず、2017年1月に「復職不可」と通知し、この男性は9月に退職扱いとされた。男性は同社に対し、2017年8月17日に大阪地方裁判所に、社員としての地位確認と慰謝料の支払いなど求め提訴した[8]が、大阪地裁は2021年1月27日、請求を棄却した。
- 正社員に比べて労働条件に著しい格差があるのは労働契約法に違反するとして、三重県の日東電工亀山事業所（亀山市布気町）に勤務する日系ブラジル人契約社員ら男女57人が、同社（本社・大阪市）を相手に約1億2500万円の損害賠償を求める訴えを津地裁に起こした。提訴は今月3日付[いつ?]。訴状によると、原告は半導体の材料などを製造する同事業所で平成22年１月に有期雇用契約（６カ月ごとに更新）を締結した、契約社員47人と準社員10人。労働期間に定めがない正社員と比べて業務内容に大きな差がない一方で、通勤手当や扶養手当など諸手当の差別や賃金格差があり、また結婚や出産、法事などに認められる特別休職制度の取得や福利厚生などに大きな格差があり、こうした不支給による損害を求めるとしている。同事業所に約20年間勤続し、日系ブラジル人契約社員らが加盟するみえ労連・中勢地域労組亀山日東電工一般支部の支部長は、「なるべく円満に団体交渉を重ねて格差是正を訴えてきたが、満足いく回答を得られず、法的手段を取らざるを得ない状況に追い込まれた」と話した。[要出典]